# Hans Knudsen (peintre)
Pour les articles homonymes, voir Hans Knudsen (homonymie).

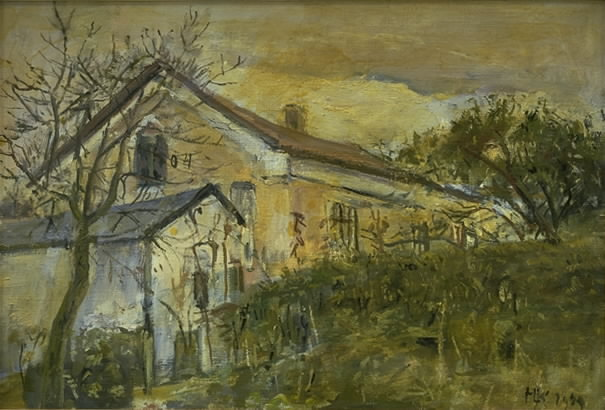
Forsamlingshuset i Slagslunde

Hans Christian Martinus Kundsen, né le 16 août 1865 à Roskilde, et mort le 6 janvier 1947, est un artiste danois, dont on se souvient principalement pour ses peintures de paysages inspirés par Albert Gottschalk et Laurits Andersen Ring incluant Landskab fra Værløse (1917).

## Biographie
Hans Christian Martinus Kundsen naît le 16 août 1865 à Roskilde. Il est le fils de Martinus Knudsen (1831-88) et de Johanne Cathrine Jensine Crone (1828-1904).
Il suit une formation de peintre décorateur à Odense avec Carl Frederic Aagaard (1833-1895) de 1881 à 1984. De 1888 à 1996, il se forme à l'école dirigée par Kristian Zahrtmann (1843-1917). Il expose régulièrement à l'exposition de printemps de Charlottenborg de 1893-1946.
Pendant de nombreuses années, il vit près de la lisière de la forêt de Ganløse Ore à Egedal, juste à la frontière avec Værløse à Furesø. Il fait partie du groupe de peintres appelé les Værløsemalerne, dont l'art se concentre souvent sur les environs de Ganløse et de Værløse. Hans Knudsen s'inspire des perceptions pittoresques et des projections colorées lyriques d'Albert Gottschalk (1866-1906) et de Laurits Andersen Ring (1854-1933),,.
On se souvient surtout de lui pour ses peintures de paysages, principalement de la région de la Nouvelle-Zélande du Nord qui constituait son univers de motifs. 
Il reçoit la médaille Eckersberg en 1917,, le prix Serdin Hansens en 1919, le prix Alfred Benzon en 1933, 1942 et la médaille Thorvaldsen en 1944. En 1909, il épouse Sørine Kristine Thomsen (1880-1964). Il meurt en 1947 à l'ouest de Ganløse, à Slagslunde.